# Paulino Rivero Baute

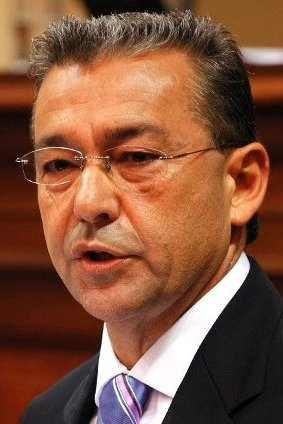
Paulino Rivero Baute

Paulino Rivero Baute (* 11. Februar 1952 in El Sauzal, Teneriffa, Spanien) ist ein spanischer Politiker auf den Kanarischen Inseln, einer Autonomen Gemeinschaft Spaniens. Vom 13. Juli 2007 bis zum 9. Juli 2015 war er Presidente del Gobierno de Canarias (≈ Ministerpräsident).

## Leben
Paulino Rivero studierte an der Universität von La Laguna. Er ist Vorsitzender der kanarischen Regionalpartei Coalición Canaria.
Bis 1979 übte er den Beruf des Lehrers aus. In den ersten demokratischen Wahlen Spaniens wurde er zum Bürgermeister seines Heimatortes El Sauzal im Norden Teneriffas gewählt. Bis 2007 übte er dieses Amt aus. Erst gehörte er der Vereinigung der Demokratischen Mitte, und dann seit 1983 der Partei ATI (Unabhängige Partei Teneriffas) an. Diese löste sich auf, wobei sich Teile davon heute in der Coalición Canaria (CC) wiederfinden. 1996 schaffte er den Sprung in die nationale Politik und war in mehreren Legislaturperioden Abgeordneter für die Cortes Generales in Madrid für Santa Cruz de Tenerife.
2007 wurde Paulino Rivero von seiner Partei (CC) zum Präsidentschaftskandidaten der Regierung der Kanarischen Inseln ernannt. Seine Partei hatte zwar nicht die Mehrheit bei den Wahlen vom 27. Mai 2007 erhalten, jedoch übernahm er nach Koalitionsverhandlungen am 13. Juli 2007 offiziell das Amt des Präsidenten der Kanarischen Inseln.
Paulino Rivero ist verheiratet und hat zwei Söhne.